# Dorstenia renulata
Dorstenia renulata là một loài thực vật có hoa trong họ Moraceae. Loài này được C.Wright ex Griseb. mô tả khoa học đầu tiên năm 1861.